# Kelley (Familienname)
Kelley ist der Familienname folgender Personen:
- Abby Kelley (1811–1887), US-amerikanische Abolitionistin und Sozialreformerin
- Alice Kelley (1932–2012), US-amerikanische Schauspielerin
- Alton Kelley (1940–2008), US-amerikanischer Künstler
- Audrey Kelley (1912–1982), US-amerikanische Schriftstellerin, siehe Kelley Roos
- Augustine B. Kelley (1883–1957), US-amerikanischer Politiker (Pennsylvania)
- Barry Kelley (1908–1991), US-amerikanischer Schauspieler
- Bessie Mae Kelley (1890–1981), amerikanische Trickfilmzeichnerin
- Brian Kelley, Drehbuchautor und Produzent
- Brian J. Kelley (1943–2011), amerikanischer Geheimdienstmitarbeiter
- Cathy Kelley (* 1988), US-amerikanische Sportjournalistin
- Charles Kelley (* 1981), US-amerikanischer Country-Musiker, siehe Lady A
- Clarence M. Kelley (1911–1997), US-amerikanischer Regierungsbeamter
- Conner P. Kelley (* 1994), türkischer Schauspieler
- David Kelley (Philosoph) (* 1949), US-amerikanischer Philosoph
- David Kelley (Ingenieur) (* 1951), US-amerikanischer Ingenieur, Hochschullehrer und Unternehmer
- David E. Kelley (* 1956), US-amerikanischer Fernseh- und Filmproduzent
- David H. Kelley (1924–2011), kanadischer Archäologe
- DeForest Kelley (1920–1999), US-amerikanischer Schauspieler
- Devin Kelley (* 1986), US-amerikanische Schauspielerin
- Douglas M. Kelley (1912–1958), US-amerikanischer Psychologe
- Edgar Stillman Kelley (1857–1944), US-amerikanischer Komponist, Dirigent, Organist, Pianist, Musikkritiker und Musikpädagoge
- Edith Summers Kelley (1884–1956), kanadische Schriftstellerin
- Edward Kelley (1555–1597), englischer Alchemist
- Elijah Kelley (* 1986), US-amerikanischer Schauspieler, Sänger und Tänzer
- Florence Kelley (1859–1932), US-amerikanische Sozialreformerin und Frauenrechtlerin
- Francis Kelley (1870–1943), US-amerikanischer Geistlicher, Bischof von Oklahoma City
- Geoffrey Kelley (* 1955), kanadischer Politiker
- Greg Kelley (* 1973), US-amerikanischer Musiker
- Gregory Kelley (1944–1961), US-amerikanischer Eiskunstläufer
- Hall J. Kelley (1790–1874), US-amerikanischer Autor, Werber für die US-amerikanische Besiedlung Oregons
- Harold H. Kelley (1921–2003), US-amerikanischer Psychologe
- Harrison Kelley (1836–1897), US-amerikanischer Politiker (Kansas)
- Jessica Kelley (* 1982), US-amerikanische Skirennläuferin
- Jill Kelley (* 1975), US-amerikanische Diplomatin
- Joe Kelley (1871–1943), US-amerikanischer Baseballspieler
- John Edward Kelley (1853–1941), US-amerikanischer Politiker (South Dakota)
- John J. Kelley (1930–2011), US-amerikanischer Marathonläufer
- John L. Kelley (1916–1999), US-amerikanischer Mathematiker
- Johnny Kelley (1907–2004), US-amerikanischer Marathonläufer
- Josh Kelley (* 1980), US-amerikanischer Musiker
- Kathlyn Kelley (1919–2006), US-amerikanische Hochspringerin
- Kevin Kelley (1943–2002), US-amerikanischer Schlagzeuger
- Kevin Kelley (Boxer) (* 1967), US-amerikanischer Boxer
- Leo P. Kelley (1928–2002), US-amerikanischer Schriftsteller
- Levi R. Kelley (1899–1967), US-amerikanischer Politiker
- Malcolm David Kelley (* 1992), US-amerikanischer Schauspieler
- Manuela Kelley (* 1976), deutsche Tätowiererin
- Margaret Kelley (* 1954), US-amerikanische Malerin und Künstlerin
- Mary C. Kelley (* 1945), US-amerikanische Kulturwissenschaftlerin
- Mike Kelley (1954–2012), US-amerikanischer Künstler
- Mike Kelley (Drehbuchautor) (* 1967), US-amerikanischer Drehbuchautor und Produzent
- Nathalie Kelley (* 1985), australische Schauspielerin
- Patrick H. Kelley (1867–1925), US-amerikanischer Politiker (Michigan)
- Paul X. Kelley (1928–2019), US-amerikanischer General und Wirtschaftsmanager
- Peck Kelley (1898–1980), US-amerikanischer Jazzmusiker
- Peter Kelley (* 1974), US-amerikanischer Gewichtheber
- Robby Kelley (* 1990), US-amerikanischer Skirennläufer
- Robert E. Kelley (1933–2021), Generalleutnant der US Air Force, unter anderem Leiter der Air Force Academy
- Robin D. G. Kelley (* 1962), US-amerikanischer Historiker, Autor und Hochschullehrer
- Ryan Kelley (* 1986), US-amerikanischer Schauspieler
- Sheila Kelley (* 1961), US-amerikanische Schauspielerin
- Susan Kelley (* 1954), US-amerikanische Eiskunstläuferin
- Tim Kelley (* 1986), US-amerikanischer Skirennläufer
- Tom Kelley (Fotograf) (1914–1984), US-amerikanischer Fotograf
- Tom Kelley (Baseballspieler) (* 1944), US-amerikanischer Baseballspieler und -manager
- Tom Kelley (Autor), Sachbuchautor
- W. Wallace Kelley (1902–1982), US-amerikanischer Kameramann
- Walter T. Kelley (1897–1986), US-amerikanischer Imker
- William Kelley (1929–2003), US-amerikanischer Schriftsteller und Drehbuchautor
- William D. Kelley (1814–1890), US-amerikanischer Politiker (Pennsylvania)
- William Melvin Kelley (1937–2017), US-amerikanischer Schriftsteller und Hochschullehrer